# 岩田地崎建設
岩田地崎建設株式会社（いわたちざきけんせつ、IWATA CHIZAKI INC.）は、北海道札幌市中央区北2条東17丁目に本社を置く日本の建設会社。

## 概要
2007年（平成19年）に岩田建設と地崎工業の合併により発足した、道内最大手のゼネコン。
北海道リート投資法人のスポンサーの一社であるほか、ACジャパン（旧・公共広告機構）の正会員企業の一つでもある。

## 沿革
- 2007年（平成19年）4月1日 - 岩田建設と地崎工業の合併により発足。
- 2008年（平成20年） - ISO14001登録範囲を全支店に拡大

## 歴代社長
- 岩田圭剛：2007年 -

## 関連企業
- 株式会社ICホールディングス - 持株会社
- 地崎道路株式会社 - 道路建設業
- 大同舗道株式会社 - 道路建設業
- 板谷土建株式会社 - 土木建築業
- 岩田住宅商事株式会社 - 住宅建設業
- ICアセット株式会社 - 宅地建物取引業
- 株式会社ICエージェンシー - 保険代理業
- 岩田開発産業株式会社 - レジャー施設運営業
- 岩田石油株式会社 - 石油製品販売業
- 岩田興発株式会社 - 不動産賃貸業
- 株式会社アイエンジニアリングスタッフ - 人材派遣業
- 有限会社イワタコーポレーション - 不動産管理業
- 株式会社アイコーポレーション - 建物管理業
- PFIまなび舎株式会社 - 学校建物運営業